# Huile d'égout
L'huile d'égout (chinois : 地沟油 ; pinyin : dìgōu yóu) est un terme utilisé en Chine désignant une huile alimentaire illégale provenant de sources telles que les huiles usées de restaurants, de restes d'animaux provenant d’abattoirs, restaurants ou de fermes, ou plus communément des dispositifs d'interception de graisse des égouts.
Le retraitement de cette huile est souvent très rudimentaire : les techniques incluent la filtration, l'ébullition, le raffinage et la suppression des adultérants. Elle est ensuite emballée et revendue comme une alternative moins coûteuse à l'huile alimentaire normale. Une autre manière de fabrication de l'huile d'égout est de rassembler pêle-mêle pièces d'animaux morts, leur graisse, peaux, organes internes et de la viande de qualité médiocre ou ayant expirée dans de grandes cuves pour être cuits afin d'en extraire l'huile. De l'huile de cuisson usagée peut être achetée pour entre 859 et 937 dollars la tonne, tandis que le produit nettoyé et raffiné peut se vendre pour 1 560 dollars la tonne. Ainsi, l’intérêt économique à produire, vendre et utiliser de l'huile d'égout est majeur. Il est estimé que 10 % des plats consommés dans des restaurants en Chine sont préparés avec de l'huile d'égout. Selon Feng Ping, du Chine Meat Research Center, cette prévalence élevée est due au fait que les contrevenants sont habiles à donner à l'huile d'égout une apparence et une odeur correspondant aux standards locaux.
Le premier cas d'utilisation d'huile d'égout a été signalé en 2000, quand un vendeur de rue a été arrêté alors qu'il vendait de l'huile produite à base de déchets d'un restaurant. En septembre 2012, une enquête en cours sur l'utilisation présumée de l'huile d'égout comme matière première dans l'industrie pharmaceutique chinoise a été révélée.

## Production et distribution
L'huile usagée collectée est vendue à des ateliers locaux ou à de petites usines de retraitement et d'emballage. Souvent transportée ou tractée par un vélo par les colporteurs, ceux-ci reçoivent une redevance mensuelle. L'huile est conservée à l'intérieur de barils dans des ateliers jusqu'à ce qu'elle soit traitée. Parfois, l'huile va à des raffineries industrielles d'huiles de cuisson pour un traitement ultérieur avant d'atteindre enfin son utilisation finale. Les raffineurs d'huile industrielle sont souvent des producteurs légitimes qui vendent l'huile retraitée pour être utilisée dans les industries chimiques ou de l'énergie. L'usage d'huile d’égout est adapté, en tant que matière première, pour la production de savon, de caoutchouc, de bio-carburants et de cosmétiques.
Toutefois, les raffineurs peuvent aussi avoir d'autres intentions : en effet, le prix obtenu par la vente d'huile d’égout en tant qu'huile alimentaire est bien plus élevé que si elle est vendue aux industries chimiques ou de l'énergie. Il n'y a pas de règles ou de protocole établi pour prévenir les achats ou la vente à des entités qui ont l'intention d'utiliser l'huile d’égout pour la consommation alimentaire humaine. Il est donc courant que des particuliers ou des grossistes achètent de l'huile d'égout à ces raffineries industrielles et les revendent à des restaurants ou des consommateurs finaux. Dans plusieurs cas, des raffineurs d'huile industrielle ont conditionné de l'huile d'égout sous un nom de marque unique et l'ont vendue comme huile légitime dans des points de vente plutôt que via des ventes directes. Certains restaurants bas-de-gamme ont conclu des accords d'achat à long terme avec des usines de retraitement pour vendre leur huile usagée,.
Les restaurants bas-de-gamme et les vendeurs ambulants représentent la part la plus importante d'acheteurs finaux d'huile d'égout, car ils opèrent avec des marges bénéficiaires plus faibles que les grands restaurants. En outre, l'huile représente l'une des plus importantes dépenses de cuisine pour les restaurants. Utiliser de l'huile moins chère peut permettre à un restaurant fautif de réduire ses dépenses globales. La nourriture chinoise est fortement dépendante de l'huile alimentaire du fait que la plupart des aliments doivent être frits. Ainsi, les restaurants peuvent maintenir des prix bas en utilisant de l'huile d'égout à la place de l'huile alimentaire. En l'absence de contrôles, la situation sanitaire est aggravée du fait que l'huile d'égout est difficile à distinguer d'une huile alimentaire normale. Des agents de blanchiment sont utilisés pour transformer la couleur sombre de l'huile d'égout en une couleur plus naturelle et moins repoussante, tandis que des additifs alcalins sont utilisés pour augmenter le pH anormalement faible de la substance, en raison du taux élevé de graisses animales.

## Impact sur la santé
L'huile d'égout s'est révélée être très nocive pour la santé : problèmes gastriques et douleurs abdominales à court terme. Cancer à long terme, due à la présence d'hydrocarbures aromatiques polycycliques, des polluants très dangereux. Cette huile peut également contenir des aflatoxines, autres composants cancérigènes qui peuvent être produits par la moisissure.

## Réglementation et lois
L'huile d'égout est interdite en Chine. Le gouvernement chinois lutte contre ces huiles en imposant des lois (depuis 2012) pouvant aller de la fermeture du restaurant à la peine de mort pour les cas les plus graves.

## Lien connexe
- Sécurité alimentaire en République populaire de Chine